# Didier Lallement
Pour les articles homonymes, voir Lallement.
Didier Lallement, né le 27 août 1956 à Lyon (Rhône), est un haut fonctionnaire français.
Préfet, plusieurs fois en poste territorial, directeur de trois administrations centrales (les collectivités locales, l'administration pénitentiaire et l'aviation civile) et secrétaire général de deux ministères (Écologie et Intérieur), il est préfet de police de Paris de mars 2019 à juillet 2022. Il est secrétaire général de la mer du 3 octobre 2022 au 31 décembre 2024.

## Biographie

### Famille et formation
Didier Lallement naît le 27 août 1956 dans le 6e arrondissement de Lyon. Son père est représentant de commerce et sa mère employée à La Samaritaine.
Il est diplômé de l'Institut supérieur de gestion et titulaire d'un DESS en administration et gestion des collectivités locales.
Il est divorcé et père de cinq enfants.

### Engagement politique de jeunesse
Ex-animateur des étudiants socialistes du CERES, il participe à la délégation que, par solidarité avec le mouvement sandiniste, la tendance chevènementiste du Parti socialiste envoie au Nicaragua révolutionnaire durant l'été 1984.
Après le CERES, il fréquente les francs-maçons du Grand Orient de France à Paris.

### Carrière

#### Sous-préfet
Il commence sa carrière en 1981 comme chef de bureau à la mairie d'Épinay-sur-Seine. Il travaille au syndicat intercommunal d'Épinay-sur-Seine, où il est successivement secrétaire général adjoint puis secrétaire général jusqu'en 1988.
Entre 1988 et 1989, il est chef de cabinet de Roger Bambuck, secrétaire d'État chargé de la Jeunesse et des Sports. En 1989, il devient conseiller technique au cabinet du secrétaire d'État aux Collectivités locales, Jean-Michel Baylet. L'année suivante, il rejoint la préfecture de l'Essonne, où il est sous-préfet et directeur de cabinet du préfet.
En 1991, il retourne au secrétariat d'État aux Collectivités locales, où il est chargé de mission puis directeur de cabinet de Jean-Pierre Sueur, secrétaire d'État chargé des Collectivités locales, avant de retrouver l'administration préfectorale comme secrétaire général de la préfecture de la Marne entre 1993 et 1996. Il est ensuite chef du service de l'action régionale et rurale à la DATAR.
En 1997, il est appelé comme conseiller technique au ministère de l'Intérieur, dans le cabinet de Jean-Pierre Chevènement, puis est nommé directeur général des Collectivités locales au sein du ministère. Occupant ces fonctions de 1997 à 2000, il propose notamment au ministre l'accélération des regroupements intercommunaux, qui se traduira par la loi relative au renforcement et à la simplification de la coopération intercommunale du 12 juillet 1999. Le 12 janvier 1998, il est nommé parallèlement président du Conseil national des opérations funéraires.

#### Préfet de département
En 2000, il est nommé préfet de l'Aisne.
Un an plus tard, en 2001, il devient directeur de l'Administration pénitentiaire,,, fonction qu'il occupe jusqu'en 2004. Sous l'autorité du garde des Sceaux de l'époque, Dominique Perben, Didier Lallement est à l'origine de la création du Bureau du renseignement pénitentiaire et des équipes régionales d'intervention et de sécurité (ÉRIS).
En 2004, il devient préfet de Saône-et-Loire, avant d'être nommé en 2005 directeur du cabinet de Dominique Perben, devenu ministre des Transports, de l'Équipement, du Tourisme et de la Mer (en 2007, fonctions assurées par le ministre de l'Écologie, hormis celle du tourisme). À l’Équipement, il contribue à la suppression de la Direction des routes et à la fusion du corps des ingénieurs des ponts et chaussées et de celui du génie rural, des eaux et forêts, cette dernière effective en 2009.
Il est ensuite quelques mois directeur général de l'Aviation civile et commissaire du Gouvernement auprès de la société Aéroports de Paris en février 2007.
Secrétaire général du ministère de l’Écologie entre octobre 2007, et 2010 sous Jean-Louis Borloo, il met en œuvre la nouvelle organisation des services administratifs. Entre 2008 et 2010, il est aussi haut fonctionnaire de défense et de sécurité auprès du ministre.

#### Préfet de région
De 2010 à 2012, il est préfet de la région Basse-Normandie, préfet du Calvados. Il est ensuite, entre 2012 et 2014, secrétaire général du ministère de l'Intérieur et haut fonctionnaire de défense. Pendant cette période, il met notamment en place, dans les zones de défense, les secrétariats généraux pour l'administration du ministère de l'Intérieur (SGAMI), qui visent à mutualiser les fonctions « support » de la Police nationale et de la Gendarmerie[réf. souhaitée].
En 2014, il devient conseiller maître à la Cour des comptes, et préside jusqu'en 2017 la troisième section de la deuxième chambre, compétente sur les sujets d'énergie, de commerce et d'artisanat. Il est par ailleurs commissaire du Gouvernement auprès de la fondation du musée Clemenceau et membre du conseil d'administration de l'Institut français des relations internationales.
A l'été 2015, il ambitionne le poste de préfet de police de Paris, libéré par le départ à la retraite de Bernard Boucault, mais celui-ci est remplacé par Michel Cadot. Après la victoire d'Emmanuel Macron à la présidentielle de mars 2017, le prestigieux poste à la tête de la préfecture de police lui échappe à nouveau, Michel Delpuech succédant en avril  2017 à Michel Cadot rendu indisponible à la suite de son accident de vélo.
Le 22 novembre 2017, il est nommé préfet de la région Nouvelle-Aquitaine, préfet de la Gironde en poste à Bordeaux, en remplacement de Pierre Dartout. Il entre en fonction le 11 décembre 2017. Auparavant, Alain Juppé, maire de Bordeaux, avait été rassuré par Dominique Perben, alarmé sur l'image détestable précédant cet homme « à poigne ».

#### Préfet de police de Paris
Le 20 mars 2019, Didier Lallement est finalement nommé préfet de police de Paris, succédant à Michel Delpuech, limogé en raison de sa gestion des manifestations pendant le mouvement des Gilets jaunes. Il prend ses fonctions le lendemain.
Le Monde indique qu'il doit sa nomination à Dominique Perben, qui aurait directement proposé son nom à Emmanuel Macron après le regain de violence de l'acte 18 des Gilets jaunes à Paris. Il est décrit par son entourage professionnel comme un « préfet impitoyable » et autoritaire, choisi par le gouvernement pour « une reprise en main musclée de la préfecture de police ». En effet, dès sa nomination, le ministre de l'Intérieur Christophe Castaner lui demande publiquement de ne pas lésiner sur les moyens lors des prochaines manifestations à Paris : « Protéger les manifestations, c'est briser l'émeute […] Je vous demande une impunité zéro ».
Dès sa prise de fonction, il crée les brigades de répression de l'action violente motorisées (BRAV-M). Ces unités, et plus largement les préconisations du préfet en matière de maintien de l'ordre, figurent comme exemple à suivre dans le schéma national du maintien de l'ordre publié en septembre 2020 par le ministère de l'Intérieur,.
Sa relation avec la maire de Paris Anne Hidalgo est d'abord difficile en raison d'une gestion peu concertée des manifestations des Gilets jaunes et de la gestion du campement de réfugiés installé porte de la Chapelle, avant qu'elle ne se s'améliore après l'attentat de la préfecture de police de Paris.
Didier Lallement quitte ses fonctions le 20 juillet 2022. Il déclare, dans un courrier adressé aux agents de la préfecture de police, partir avec « la fierté du devoir accompli ». Il lègue sa casquette d'uniforme au musée de la préfecture. Laurent Nuñez lui succède.

#### Secrétaire général de la Mer
Le 26 septembre 2022, il est nommé secrétaire général de la Mer, à compter du 3 octobre 2022.
Il est admis à faire valoir ses droits à la retraite le 31 décembre 2024.

## Controverses

### Irrégularité d'attribution de marché
En 2017, un audit de la Société du Grand Paris révèle des irrégularités dans les conditions d'attribution des marchés publics, alors que si  Didier Lallement a exercé les fonctions de président de la Commission d’examen des offres (CEO) de la Société du Grand Paris, il ne l'était pas pendant la période au cours de laquelle ces irrégularités ont été relevées. Pour la Cour des Comptes, « le fonctionnement et le rôle de la CEO sont insatisfaisants à plusieurs titres et ne permettent pas de disposer d'une assurance externe suffisante sur la régularité et les conditions d'attribution des marchés, l'équilibre concurrentiel et la préservation des intérêts économiques de la SGP ».

### Maintien de l'ordre pendant la crise des Gilets jaunes (Bordeaux)
Le 2 mars 2019, le député La France insoumise de la Gironde, Loïc Prud'homme, dit avoir été matraqué par la police lors d'une manifestation des Gilets jaunes à Bordeaux. Didier Lallement apporte son soutien aux forces de l'ordre : « Dans une manifestation non déclarée, sur un axe interdit par arrêté préfectoral et après sommations, les forces de l'ordre ont dispersé des Gilets jaunes cours Pasteur. Elles ont correctement fait leur travail. Je les soutiens totalement ». À la suite de cet incident, La France insoumise lance une pétition pour demander sa démission.
Fin avril 2019, un rapport de l'Observatoire girondin des libertés publiques (qui regroupe différentes associations, telles que la Ligue des droits de l'homme, le Syndicat des avocats de France, Médecins du monde ou Greenpeace), qualifie de « politique d'intimidation » les stratégies de maintien de l'ordre de Didier Lallement à l'égard des manifestations, dont celles des Gilets jaunes, lorsqu'il était préfet de Gironde. Le rapport dénonce notamment l'usage de sommations « purement formelles », la mise en place de pelotons voltigeurs à motos (dissous en 1986 après l'affaire Malik Oussekine), ainsi que l'usage jugé abusif des nasses, ce qui aurait entraîné des traitements dégradants et des problèmes de santé chez certains manifestants.
En novembre 2019, à la fin du premier anniversaire du déclenchement du mouvement, il est critiqué pour avoir répondu à une militante Gilet jaune « Nous ne sommes pas dans le même camp, madame ». Certains l’interprètent comme un manquement à son devoir de réserve ou de neutralité républicaine, à une volonté de diviser le pays portant ainsi atteinte à l’intérêt général, et de discréditer les Gilets jaunes en les confondant aux casseurs. La préfecture de police rétorque que Didier Lallement parlait du « camp des casseurs et pas de celui des Gilets jaunes »,,.
En mars 2020, Mediapart évoque plusieurs notes émises par des « hauts responsables de la Gendarmerie » et « des Compagnies républicaines de sécurité (CRS) », critiquant les ordres donnés par Didier Lallement dans le cadre du maintien de l'ordre à Paris,.

### Violences lors d'une manifestation féministe
Le 8 mars 2020, à l'occasion de la journée des droits des femmes, la police réprime à Paris une marche féministe. Les violences sont dénoncées non seulement par les féministes et des personnalités politiques de gauche, mais aussi dans son propre camp par des élus de droite et des membres de LREM. Le ministre de l'Intérieur Christophe Castaner demande un rapport à la Préfecture de police, Marlène Schiappa désapprouve dans un tweet « Toutes les femmes doivent pouvoir manifester pacifiquement pour faire respecter leurs droits ! […] », et le député LREM Aurélien Taché affirme son soutien aux manifestants sur Twitter tout en demandant que le rapport soit « suivi de décisions et de sanctions ». Le sénateur de Paris Philippe Dominati (LR), émet des doutes sur la doctrine du maintien de l’ordre de Didier Lallement. Celui-ci argue que « malgré l’appel à la dispersion, un groupe de plusieurs centaines de manifestants ne l’ont intentionnellement pas respecté […] »  et que « les forces de l’ordre ont alors dû utiliser des moyens lacrymogènes et sont ainsi parvenues à repousser les manifestants ».

### Crise de la Covid-19
Dans la matinée du 3 avril 2020, Didier Lallement est interrogé en direct sur BFM TV depuis la Porte d'Orléans, dans le cadre des contrôles routiers pour le respect du confinement. Il commence par demander aux Parisiens de respecter les règles du confinement et indique que ceux qui y contreviendraient seraient sanctionnés ; il déclare ensuite : « Il n’y a pas besoin d’être sanctionné pour comprendre que ceux qui sont aujourd’hui hospitalisés, ceux qu’on trouve dans les réanimations, désormais ce sont ceux qui au début du confinement ne l’ont pas respecté. Il y a une corrélation très simple ».
Une polémique se développe en réaction à ces propos. De nombreuses voix, dans la sphère politique mais aussi parmi les médecins, appellent à sa démission,,. Quelques heures plus tard, la préfecture de police de Paris publie un communiqué dans lequel le préfet « regrette » ses propos et indique que « son intention n'était pas d'établir un lien direct entre le non-respect des consignes sanitaires et la présence de malades en réanimation ».
Didier Lallement tient ensuite lui-même une conférence de presse, pendant laquelle il déclare « [regretter] d’avoir tenu ces propos » et « présente [ses] excuses à tous ceux [qu'il a] pu heurter ». Il poursuit : « C'est une erreur parce que ces propos troublent le message d’unité, de fraternité, que j’ai voulu placer au cœur de mon action dans la gestion de cette crise. Ce qui compte c’est l’unité nationale ». Le journal Le Monde indique que le ministre de l'Intérieur, Christophe Castaner, a personnellement exigé de Didier Lallement qu'il s'excuse publiquement.
En février et mars 2021, l'évacuation des passants à plusieurs endroits de la capitale - dont les berges de la Seine et les quais du canal Saint-Martin, - pour non-respect du port du masque et de la distanciation physique, après plusieurs mois de restrictions de déplacements, créé la polémique dans l'opinion et auprès d'Anne Hidalgo, maire de Paris. Didier Lallement reconnaîtra quelques jours plus tard une opération réalisée « sans doute de façon maladroite » et « une défaillance » d’information.
En janvier 2022, le tribunal administratif de Paris annule la décision du préfet de police rendant le port du masque en extérieur obligatoire à toute heure du jour et de la nuit et mise en place depuis le 31 décembre au motif que l’arrêté « ne répond pas aux impératifs de stricte proportion aux risques sanitaires encourus ». Le Conseil d'État, avant même la décision du tribunal, avait reconnu qu'un tel arrêté ne satisfaisait pas au cadre, précis et restreint, dans lequel le port du masque peut être rendu obligatoire.

### Affaire Michel Zecler
Dans le cadre de l'affaire Michel Zecler, le préfet de police Lallement a décidé d'accorder un soutien financier aux policiers mis en examen. Cette décision assure aux agents une prise en charge de leurs frais de justice par la collectivité publique et symboliserait « l'expression de la solidarité nationale », dans la mesure où aucune faute personnelle ne peut leur être reprochée,. Le ministre de l'Intérieur Gérald Darmanin est avisé de la situation, et son cabinet avance que cette situation n’aurait rien d’exceptionnel,.
SOS Racisme lance un recours en justice pour faire annuler la prise en charge des frais de justice.
Une pétition est également lancée sur internet par l'association pour demander sa démission.

### Enquête pour faux témoignage
En décembre 2020, une enquête pour faux témoignage est lancée par le parquet de Nanterre contre le préfet de police de Paris ainsi que cinq hauts magistrats, à la suite de signalements du président de la commission d’enquête de l’Assemblée nationale sur les obstacles à l’indépendance du pouvoir judiciaire, le député LFI Ugo Bernalicis,. Il est soupçonné d’avoir tenu des propos mensongers lors de son audition devant la commission d’enquête, lorsqu'il a déclaré ne pas avoir « trouvé les organisateurs » de manifestations policières illégales en juin sur la place de l'Arc de Triomphe,.
En février 2021, 72 élus du conseil de Paris principalement affiliés aux Verts et aux communistes demandent dans une lettre adressée au président Emmanuel Macron la démission de Didier Lallement,.
L'affaire est finalement classée sans suite.

### Finale de la Ligue des champions de l'UEFA 2021-2022
Sa responsabilité dans les incidents ayant émaillé la finale de la Ligue des champions de l'UEFA 2021-2022 est pointée du doigt par plusieurs observateurs. Alors que le préfet se félicite du « très bon déroulement » des opérations de police durant l'évènement, ayant permis, selon lui, de « garantir la sécurité des festivités sans morts ni blessés graves », il lui est reproché une gestion du maintien de l'ordre tout à la fois improvisée, disproportionnée, inefficace et dangereuse,,. Marine Le Pen et Jean-Luc Mélenchon demandent, à cette occasion, le renvoi du préfet, alors qu'Emmanuel Macron lui réitère sa confiance.

## Publication
- Didier Lallement, L'ordre nécessaire : l'ex-préfet de police sort du silence, Paris, Robert Laffont, 20 octobre 2022, 270 p., 13,5 × 21,5 cm (ISBN 978-2-221-26413-3)

## Décorations
- Commandeur de la Légion d'honneur (promu par décret du 13 juillet 2021[70])
  - Officier du 3 février 2012[70] (décret du 30 décembre 2011[71])
  - Chevalier du 26 septembre 2002[71] (décret du 12 juillet 2002[72])
- Grand officier de l'ordre national du Mérite (élevé par décret du 7 juin 2024[73])
  - Commandeur du 19 janvier 2018[73] (décret du 18 novembre 2017[74])
  - Officier du 26 mars 2008[74] (décret du 30 janvier 2008[75])
  - Chevalier du 15 février 1999[75] (décret du 10 novembre 1998[76])
- Officier de l'ordre des Palmes académiques[77].
- Officier de l'ordre du Mérite agricole (2007)[78],[77].
  - Chevalier en 1997[78].
- Chevalier de l'ordre du Mérite maritime[77].
- Chevalier de l'ordre des Arts et des Lettres[77].
- Médaille de l'Aéronautique[77].
- Médaille de la sécurité intérieure, or (2019)[79].
- Médaille de la sécurité intérieure, argent (2023)[80] .
- Médaille d'honneur de la Police nationale (2023)[81].
- Médaille d'honneur de l'administration pénitentiaire, or (2004)[82],[77].
- Médaille d'honneur de la protection judiciaire de la jeunesse, bronze[77].
- Médaille de la jeunesse, des sports et de l'engagement associatif, or[77].
- Médaille de l'administration territoriale de l'État, échelon or avec agrafe « Administration centrale » (2025)[83].